# Basistemon
Basistemon es un género con trece especies de plantas de flores perteneciente a la familia Scrophulariaceae. 

## Especies seleccionadas
- Basistemon argutus
- Basistemon bogotensis
- Basistemon brasiliensis
- Basistemon intermedius
- Basistemon klugii
- Basistemon peruviana
- Basistemon pulchellus
- Basistemon rusbyi
- Basistemon silvaticum
- Basistemon silvaticus
- Basistemon spinosus
- Basistemon violaceum
- Basistemon violaceus

- Datos: Q8243612
- Especies: Basistemon